# Salchendorf (Gemeinde Brückl)
Salchendorf (slowenisch: Zavnja ves) ist eine Ortschaft in der Gemeinde Brückl im Bezirk Sankt Veit an der Glan in Kärnten. Die Ortschaft hat 48 Einwohner (Stand 1. Jänner 2024).

## Lage
Die Ortschaft liegt auf dem Gebiet der Katastralgemeinde St. Filippen, im Südosten des Bezirks Sankt Veit an der Glan, im Nordosten des Klagenfurter Felds, am Fuß des Lippekogels.

## Geschichte
Der Ortsname leitet sich von einem Personnamen ab und bedeutet Dorf des Salacho.
In der ersten Hälfte des 19. Jahrhunderts gehörte der Ort zum Steuerbezirk Osterwitz. Bei Gründung der Ortsgemeinden im Zuge der Reformen nach der Revolution 1848/49 kam Salchendorf an die Gemeinde St. Filippen. Seit der Gemeindezusammenlegung 1865 gehört der Ort zur Gemeinde Brückl, die bis 1915 den Namen St. Johann am Brückl führte.

## Bevölkerungsentwicklung
Für die Ortschaft ermittelte man folgende Einwohnerzahlen:
- 1869: 7 Häuser, 55 Einwohner[3]
- 1880: 7 Häuser, 43 Einwohner[4]
- 1890: 7 Häuser, 51 Einwohner[5]
- 1900: 7 Häuser, 47 Einwohner[6]
- 1910: 7 Häuser, 66 Einwohner[7]
- 1923: 8 Häuser, 58 Einwohner[8]
- 1934: 64 Einwohner[9]
- 1961: 14 Häuser, 56 Einwohner[10]
- 2001: 18 Gebäude (davon 17 mit Hauptwohnsitz) mit 20 Wohnungen; 55 Einwohner und 5 Nebenwohnsitzfälle; 19 Haushalte; 0 Arbeitsstätten, 7 land- und forstwirtschaftliche Betriebe[11]
- 2011: 19 Gebäude, 52 Einwohner, 17 Haushalte, 0 Arbeitsstätten[12]
- 2021: 20 Gebäude, 46 Einwohner, 17 Haushalte, 4 Arbeitsstätten[13]